# Angarsk
Angarsk (ryska: Анга́рск) är den tredje största staden i Irkutsk oblast i södra Sibirien i Ryssland, belägen vid floden Angara. Folkmängden uppgick till 227 507 invånare i början av 2015. Angarsk grundades 1948 som en industriort och fick stadsrättigheter den 30 maj 1951. Staden har teknisk akademi och urmuseum och ligger vid Transsibiriska järnvägen.

## Befolkningsutveckling
| Stad/Ort | Invånarantal 9 oktober 2002 | Invånarantal 14 oktober 2010 |
| -------- | --------------------------- | ---------------------------- |
| Angarsk  | 247 118                     | 233 567                      |
| Kitoj    | 4 058                       | Ingen uppgift                |
| TOTALT   | 251 176                     | 233 567                      |

Kitoj slogs samman med centrala Angarsk 2004.

## Vänorter
- Mytisjtji, Ryssland
- Jinzhou, Kina
- Komatsu, Japan
- Alusjta, Ryssland